# Bamberga (distrito)
Bamberga (em alemão: Bamberg)  é um distrito da Alemanha, na região administrativa de Alta Francónia, estado de Baviera.

## Cidades e Municípios
(2007)

### Cidades
|  |    | Baunach       | 3.909 | 30,9 km² |
|  | \| | Hallstadt     | 8.559 | 14,5 km² |
|  |    | Scheßlitz     | 7.160 | 94,9 km² |
|  |    | Schlüsselfeld | 5.753 | 70,2 km² |

### Märkte
|  |  | Burgebrach    | 6.466  | 87,9 km² |
|  |  | Burgwindheim  | 1.431  | 37,4 km² |
|  |  | Buttenheim    | 3.320  | 30 km²   |
|  |  | Ebrach        | 1.845  | 29,6 km² |
|  |  | Heiligenstadt | 3.642  | 76,7 km² |
|  |  | Hirschaid     | 11.666 | 41 km²   |
|  |  | Rattelsdorf   | 4.531  | 39,6 km² |
|  |  | Zapfendorf    | 5.042  | 30,6 km² |

### Municípios
|  |  | Altendorf                 | 1.941 | 8,6 km²  |
|  |  | Bischberg                 | 6.037 | 17,5 km² |
|  |  | Breitengüßbach            | 4.614 | 16,9 km² |
|  |  | Frensdorf                 | 4.887 | 44 km²   |
|  |  | Gerach                    | 1.005 | 7,8 km²  |
|  |  | Gundelsheim               | 3.298 | 3,8 km²  |
|  |  | Kemmern                   | 2.554 | 8,3 km²  |
|  |  | Königsfeld                | 1.352 | 42,7 km² |
|  |  | Lauter                    | 1.150 | 12,8 km² |
|  |  | Lisberg                   | 1.753 | 8,4 km²  |
|  |  | Litzendorf                | 6.045 | 25,9 km² |
|  |  | Memmelsdorf               | 8.997 | 26,2 km² |
|  |  | Oberhaid                  | 4.668 | 27,2 km² |
|  |  | Pettstadt                 | 1.917 | 9,9 km²  |
|  |  | Pommersfelden             | 2.937 | 35,7 km² |
|  |  | Priesendorf               | 1.534 | 8,4 km²  |
|  |  | Reckendorf                | 2.043 | 13,1 km² |
|  |  | Schönbrunn im Steigerwald | 1.935 | 24,7 km² |
|  |  | Stadelhofen               | 1.261 | 41 km²   |
|  |  | Stegaurach                | 6.947 | 23,9 km² |
|  |  | Strullendorf              | 7.805 | 31,7 km² |
|  |  | Viereth-Trunstadt         | 3.645 | 15,8 km² |
|  |  | Walsdorf                  | 2.600 | 16,2 km² |
|  |  | Wattendorf                | 700   | 22,2 km² |

### Verwaltungsgemeinschaften
| Verwaltungsgemeinschaft Baunach    | Baunach, Gerach, Lauter, Reckendorf |
| Verwaltungsgemeinschaft Burgebrach | Burgebrach, Schönbrunn              |
| Verwaltungsgemeinschaft Ebrach     | Burgwindheim, Ebrach                |
| Verwaltungsgemeinschaft Lisberg    | Lisberg, Priesendorf                |
| Verwaltungsgemeinschaft Stegaurach | Stegaurach, Walsdorf                |
| Verwaltungsgemeinschaft Steinfeld  | Königsfeld, Stadelhofen, Wattendorf |

|  | Fränkische Straße der Skulpturen  | Litzendorf    |
|  | Gügel                             | Scheßlitz     |
|  | Giechburg                         | Scheßlitz     |
|  | Kloster Ebrach                    | Ebrach        |
|  | Schloss Greifenstein              | Heiligenstadt |
|  | Sängerehrenmal Melkendorf         | Litzendorf    |
|  | St. Wenzeslaus                    | Litzendorf    |
|  | Schloss Seehof                    | Memmelsdorf   |
|  | Schloss Weißenstein               | Pommersfelden |
|  | St.-Veit- und St.-Michaels-Kirche | Heiligenstadt |